# Dendrobium hellwigianum
Dendrobium hellwigianum là một loài thực vật có hoa trong họ Lan. Loài này được Kraenzl. ex Warb. mô tả khoa học đầu tiên năm 1893.